# Tony McGuinness
 (mars 2017).
Pour les articles homonymes, voir McGuinness.
Anthony Patrick James McGuinness, plus connu sous le nom de Tony McGuinness, né le 23 avril 1969, est membre du groupe de trance anglais Above & Beyond et du groupe post-punk Sad Lovers & Giants.

## Biographie
Tony McGuinness jouait de la guitare, Fender Jazzmaster avec le groupe indépendant post punk Sad Lovers & Giants, avec qui il a sorti trois albums, entre 1988 et 2002.
Vers la fin de son temps avec Sad Lovers & Giants, McGuinness a également été administrateur de marketing très réussie pour Warner Music Group, gagnant des prix pour ses campagnes pour Madonna, Seal, Simply Red et Mike Oldfield. Tout en travaillant à Warners, McGuinness s'est éloigné du rock alternatif vers la musique dance électronique. Il a travaillé comme A&R pour un certain nombre d'artistes dance, y compris William Orbit et Hysteric Ego.
Tony McGuinness et son frère Liam se sont associés pour créer de la musique danse électronique sous le pseudonyme "Nitromethane" depuis le début des années 2000. Tout en travaillant chez Warner, Tony a été chargé de remixer Home de Chakra pour un collègue de chez A&R.
Tony approcha Anjunabeats (Jono Grant et Paavo Siljamäki) pour travailler sur le remix ensemble. Le résultat, leur remix de Home, est un succès instantané et est au sommet des charts de danse pendant plusieurs semaines. La collaboration a conduit à la création de Above & Beyond, composé de McGuinness, Grant, et Siljamäki.
L'inspiration pour le nom Above & Beyond est venue d'une page web appartenant à un formateur de motivation américaine coïncidence nommé Jono Grant. Jono avait l'affiche collée sur son mur. Le slogan utilisé par le formateur motivation était "Above & Beyond" et quand le groupe était à la recherche d'un nom à utiliser pour leur remix Chakra, le slogan sortait de l'affiche, donner un nom au nouveau groupe.
Associe et travaille avec Above & Beyond, leur sortie le plus important était un remix de Madonna, What It Feels Like for a Girl au cours de l'année 2000. Cette piste a été approuvée par Madonna, et le titre est sorti chez records Warner.
Depuis lors, Above & Beyond ont continué pour devenir l'un des britanniques productions et DJ groupes les plus réussies dans le monde, avec un nombre de remixes de haut profil pour Dido, Delerium, Ferry Corsten et d'autres, les productions sous leur propre nom (leur album artiste débuts, Tri-State  était appelé "Brilliant" par DJ Magazine et a gagné cinq étoiles) et que OceanLab. Comme DJs ils se classent actuellement numéro 25 dans le DJ Mag Top officielle 100.
Above & Beyond deuxième album studio, Group Therapy, dispose de Tony première vocale seule avec Richard Bedford sur la piste "Black Room Boy".

## Discographie

### Singles
- 2002 Time to Die (as Nitromethane)

### Remixes
- 2007 Home (as Tony)

### Autres productions
En devenant membre de la bande Lovers And Giants Sad en 1988, Tony McGuinness a fait carrière dans l'industrie de la musique. Leur discographie comprend les pistes suivantes :
- 1988 Epic Garden Music
- 1988 Feeding the Flame
- 1988 Les Années Vertes
- 1988 Sleep / A Reflected Dream
- 1988 The Mirror Test
- 1990 Headland
- 1991 Les Années Vertes
- 1991 Treehouse Poetry
- 1996 The Best of E-Mail from Eternity
- 1999 La Dolce Vita (Live in Lausanne)
- 2000 Headland & Treehouse Poetry
- 2002 Melting in the Fullness of Time

Dans le cadre de OceanLab, Above & Beyond, Anjunabeats et Tranquility base, Tony McGuinness a produit de nombreux titres en équipe sous le label Anjunabeats.